# Becketův syndrom
Becketův syndrom (neplést s Behcetův syndrom), pojmenovaný podle světce Tomáše Becketa, je situace, kdy osoba dosazená na určitou pozici jako loutka někoho mocnějšího se svému pánovi vzepře a začne se chovat podle svého uvážení.
Pojmenování vzešlo od středověkého světce a mučedníka Tomáše Becketa, který se jako blízký přítel anglického krále Jindřicha II. stal arcibiskupem z Canterbury. Časem se ale Becket stále více zasazoval o práva církve, až došlo ke sporu s Jindřichem II. Becket byl nucen uprchnout. Nakonec se vrátil pod příslibem ochrany od krále, ale byl zavražděn jeho družiníky ve své katedrále.
Pojem se používá hlavně v politice.